# Markt Hartmannsdorf
Markt Hartmannsdorf är en ort och kommun i distriktet Weiz i förbundslandet Steiermark i Österrike.
Kommunen består av fem orter (Ortschaften) (inom parentes invånarantal 1 januari 2024):
- Bärnbach (108)
- Reith bei Hartmannsdorf (327)
- Markt Hartmannsdorf (1 546)
- Oed (265)
- Pöllau bei Gleisdorf (750)